# Лихообразово
Лихообразово — деревня в Некрасовском районе Ярославской области России. 
В рамках организации местного самоуправления входит в Некрасовское сельское поселение, в рамках административно-территориального устройства — в Левашовский сельский округ.

## География
Расположена в 41 километре к востоку от центра города Ярославля и в 800 метрах к северо-востоку от села Левашово.

## Население
| 2007 | 2010 |
| ---- | ---- |
| 104  | ↗130 |

Согласно результатам переписи 2002 года, в национальной структуре населения русские составляли 98 % из 103 жителей.